# オウシュウマンネングサ

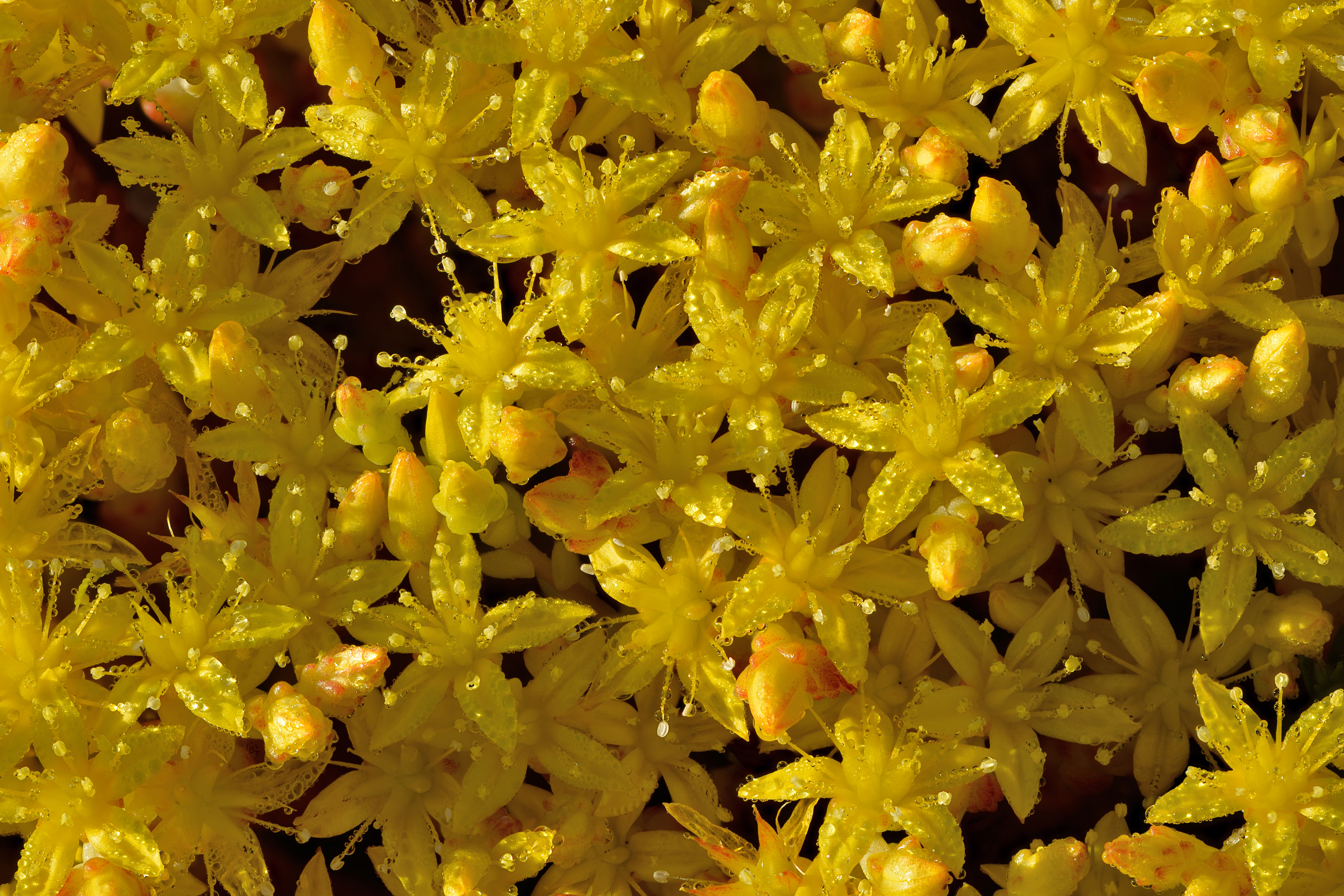
Sedum acre

オウシュウマンネングサ(欧州万年草)(Sedum acre)は、ヨーロッパに自生する多年生植物であるが、北アメリカでも自生している。乾いた砂地や時には石の割れ目でも、グラウンドカバーのように生育する。生育には土壌や光の条件はほとんど問わない。
葉の形はシンプルで、端は滑らかで多肉である。花は黄色で、春に咲く。花かごや鉢植え等にも用いられる。